# Acutandra degeerii
Acutandra degeerii (лат.) — вид жуков-усачей из подсемейства прионин. Распространён от Панамы на юг до центральной Южной Америки и, возможно, в Мексике.

## Синонимы
По данным сайта BioLib, на май 2016 года в синонимику вида входят:
- Acutandra degeerii (Thomson, 1867)
- Parandra degeeri (Thomson, 1867)
- Parandra degeerii Lacordaire, 1869